# Storaskjeret (Stord)
Ne doit pas être confondu avec Storaskjeret ou Storaskjeret (Øygarden).
Storaskjeret est une île norvégienne du comté de Hordaland appartenant administrativement à Stord.

## Description
Rocheuse et désertique, elle s'étend sur environ 45 m de longueur pour une largeur approximative de 30 m. 